# Vayer Tamás
Vayer Tamás (Budapest, 1941. október 12. – Budapest, 2001. május 31.) kétszeres Balázs Béla-díjas magyar díszlettervező, érdemes és kiváló művész. Apja Vayer Lajos művészettörténész.

## Életpályája
1960 és 1965 között tanult a budapesti Iparművészeti Főiskolán. 1965-től 1989-ig a Magyar Filmgyártó Vállalatnál működött mint díszlettervező, 1978-tól 1986-ig művészeti tanácsadó volt,  egyúttal a Szcenikai Központ művészeti vezetői tisztét is betöltötte. Több fontosabb magyar játékfilm és tévéjáték díszleteinek tervezője.
Az 1960-as évek végétől dolgozott színházaknál, a hetvenes és a nyolcvanas években a Nemzeti, a Madách Színház, az Ódry Színpad, az Operaház, a Miskolci Nemzeti és a Pécsi Nemzeti Színház tervezőjeként működött. 1989-től 1992-ig a budapesti Nemzeti Színháznál dolgozott, valamint a Magyar Filmgyártó Vállalatnál volt művészeti tanácsadó.
Színészi területen a hazai ismertségét a Linda című tévéfilmsorozat hozta meg számára, ahol Eösze Gábor rendőr őrnagyot alakította 14 epizódon keresztül. A korábbi rendőrt alakító egyébként dramaturg Deme Gábor hirtelen halála miatt a sorozatban látványtervezőként dolgozó Vayer vette át a szerepet, hangját Tolnai Miklós kölcsönözte számára. 
Édesapja: Vayer Lajos, Herder-díjas művészettörténész professzor, akadémikus
és remek hegedű művész volt.

## Méltatása
| „                                               | Energiája, lelkesedése, készenléte, perfekcionizmusa, kitartása, helytállása, egyéniségének karizmája, mókakedvelő természete, humora, kritikus helyzetekben is csúcsminőséget célzó és azt is eredményező, rendkívüli munkabírása: mindvégig töretlen maradt ebben a nehezen megszületett filmben (Csontváry) is, forgattunk bár a Felvidéken, bolyongva Késmárk és Galánta közt vagy a Balkánon, a szovjet Közép-Ázsiai sivatagokban, Buharában, Taskentben, Khivában vagy Szicíliában vagy a Lipari-szigetek kialudt vulkánkrátereinek mélyén vagy éppen honi tájban vagy filmgyári műtermekben. Tamás hajnalok hajnalán kelt, nemcsak megtervezte a díszleteket, hanem kétkezi munkásként - ha kellett ácsként, ha kellett festőként - együtt dolgozott a díszletépítőkkel. | ” |
| – Dobai Péter: In aeternam memoriam amice Vayer | |   |

## Kitüntetései
- Balázs Béla-díj (1974 és 1981)
- Érdemes művész (1985)
- Kiváló művész (1997)

## Főbb színházi tervezései
A Színházi adattárban regisztrált bemutatóinak száma: 178.  Öt alkalommal a darab jelmeztervezője is volt.
| - Kristóf Károly: Tabáni legenda - Mrożek: Rendőrség - Tabi László: Spanyolul tudni kell - G. B. Shaw: Caesar és Cleopatra - Arnold Wesker: A királynő katonái - Olov Enquist: Ének Phaedráért - Páskándi Géza: Vendégség - Bertolt Brecht: Galilei élete - Schwajda György: Himnusz - Bertolt Brecht: A kaukázusi krétakör - William Shakespeare: A vihar - Vörösmarty Mihály: Csongor és Tünde - Donald Churchill: Az édes bosszú | - Dürrenmatt: Az öreg hölgy látogatása - Csokonai Vitéz Mihály: Az özvegy Karnyóné 's két szeleburdiak (díszlet és jelmez) - Katona József: Bánk bán - Peter Shaffer: Black Comedy - Játék a sötétben - Kocsák Tibor-Nagy András: Budapest, te csodás! - Schwajda György: Himnusz - Michael Frayn: Kész komédia - Leigh-Wasserman-Darion: La Mancha lovagja - Shakespeare: Szentivánéji álom - Müller Péter: Szomorú vasárnap - Misima Jukio: Sade márkiné - Dobozy Imre: A tizedes meg a többiek |

## Filmes munkái
| - 1969 A tanú (díszlettervező) - 1970 N.N., a halál angyala (díszlettervező) - 1971 Szindbád (díszlettervező) - 1972 A magyar ugaron (díszlettervező) - 1972 Hekus lettem (díszlettervező) - 1973 Plusz-mínusz egy nap (díszlettervező) - 1974 141 perc a befejezetlen mondatból (díszlettervező) - 1974 Szikrázó lányok (látványtervező) - 1975 A kenguru (díszlettervező) - 1976 Az ötödik pecsét (látványtervező) - 1976 Fekete gyémántok (látványtervező) - 1976 Labirintus (díszlettervező) - 1976 Zongora a levegőben (látványtervező) - 1980 Circus Maximus (díszlettervező) - 1981 Cha-cha-cha (látványtervező) - 1981 Ideiglenes paradicsom (díszlettervező) - 1981 Requiem (díszlettervező) - 1983 Te rongyos élet!... (díszlettervező) | - 1985 Képvadászok (látványtervező) - 1986 Linda (látványtervező és szereplő) - 1987 Zsarumeló (díszlettervező és szereplő) - 1988 Vadon (látványtervező) - 1989 Angyalbőrben (díszlettervező és szereplő) - 1990 Szoba kilátással (díszlet) - 1992 Roncsfilm (látványtervező) - 1993 Csetepaté Chioggiában (díszlettervező) - 1993 Kis Romulusz (díszlettervező és szereplő) - 1994 Halál a sekélyvízben (szereplő) - 1996 A propos Fábri (rendező) - 1996 Balekok és banditák (díszlettervező) - 1996 Franciska vasárnapjai (díszlettervező) - 1997 Gengszterfilm (díszlettervező) - 1998 Az öt zsaru (díszlettervező) - 1999 A Szindbád gyártásvezetője voltam (színész) - 2001 Hamvadó cigarettavég (díszlettervező, látványtervező) |

## Külső hivatkozások
- Elhunyt Vayer Tamás díszlettervező
- Magyarszinhaz.hu: A művész méltatása. Dobai Péter...
- Élet és Irodalom, 2001. július 29: Vayer Tamás halálára